# Hueschterbaach
Hueschterbaach är ett vattendrag i Luxemburg.   Det ligger i distriktet Diekirch, i den västra delen av landet, 27 kilometer nordväst om huvudstaden Luxemburg.
Omgivningarna runt Hueschterbaach är en mosaik av jordbruksmark och naturlig växtlighet. Runt Hueschterbaach är det ganska tätbefolkat, med 60 invånare per kvadratkilometer.